# Nathan Bedford Forrest
Nathan Bedford Forrest (13. srpnja 1821. – 29. listopada 1877.) bio je general poručnik u vojsci Konfederacije tijekom Američkog građanskog rata. Zapamćen je kao samouki, inovativni vođa konjice tijekom rata.

## Životopis
Zapovjednik konjice i vojni zapovjednik u ratu, Forrest je jedan od najneobičnijih ljudi u Američkom građanskom ratu. Manje obrazovan nego mnogi od njegovih kolega časnika, Forrest je skupio bogatstvo prije rata kao investitor u nekretnine, i trgovac robljem. Bio je i jedan od rijetkih časnika u vojsci koji su se upisali u vojsku kao obični vojnik i bili unaprijeđeni u generala i zapovjednika na kraju rata. Iako je Forrestu nedostajalo formalno vojno obrazovanje, imao je dar za strategiju i taktiku.
Boreći se na zapadnom bojištu, stvorio je i uspostavio nove doktrine za mobilne snage, zaradivši nadimak The Wizard of the Saddle (Čarobnjak u sedlu). Te taktike se i danas podučavaju na vojnoj akademiji West Point. Bio je optužen za ratne zločine u bitci kod Fort Pillowa. U svojim poslijeratnim spisima, predsjednik Konfederacije Jefferson Davis i general Robert E. Lee su izrazili uvjerenje da Konfederacijska vojska nije u potpunosti uspjela iskoristiti Forrestov talent. 
Nakon rata, Forrest je bio prvi "Grand Wizard" (Veliki čarobnjak) Ku Klux Klana, tajne osvetničke organizacije koja je pokrenula terorizam protiv Afroamerikanaca, Carpetbaggera (Sjevernjaka koji su preselili na poslijeratni Jug), i Južnjaka koji su podupirali Uniju. Ipak, 1875., na svom posljednjem javnom nastupu, Forrest je pozvao na ravnopravnost i suradnju svih Amerikanaca, bijelih i crnih. Umro je 1877. od dijabetesa.